# Stylophora mamillata
Stylophora mamillata là một loài san hô trong họ Pocilloporidae. Loài này được Scheer & Pillai mô tả khoa học năm 1983.